# Parc national de South Button Island
Le parc national de South Button Island est un parc national situé dans les îles Andaman-et-Nicobar en Inde. On y trouve notamment des dugongs.